# Øbrohus
Øbrohus er en bolig- forretningsbebyggelse, der ligger på hjørnet af Jagtvej 219 og Reersøgade 19 på Østerbro i København. Bebyggelsen er opført i 1958-1960 efter tegninger af arkitekt Svenn Eske Kristensen. Ejendommen, der blev præmieret, ejes i dag af Boligselskabet AKB.
Højhuset har 11 etager og er bygget i brutalistisk stil, med dominerende beton og gavle i rå beton uden vinduer. 2010 åbnedes en fælles tagterrasse for husets beboere på husets tag.
Under ejendommen er boret en lille strækning af Metrocityringen, og metrostationen Poul Henningsens Plads ligger få meter fra ejendommen. Metrostationens indvendige dekoration har taget inspiration af huset, som derfor består af grå sten i rektangler opsat i forlængelse eller vinkelret på hinanden. Dermed kommer metrostationen til at afspejle det område hvor den ligger.